# LAG 1 až 5

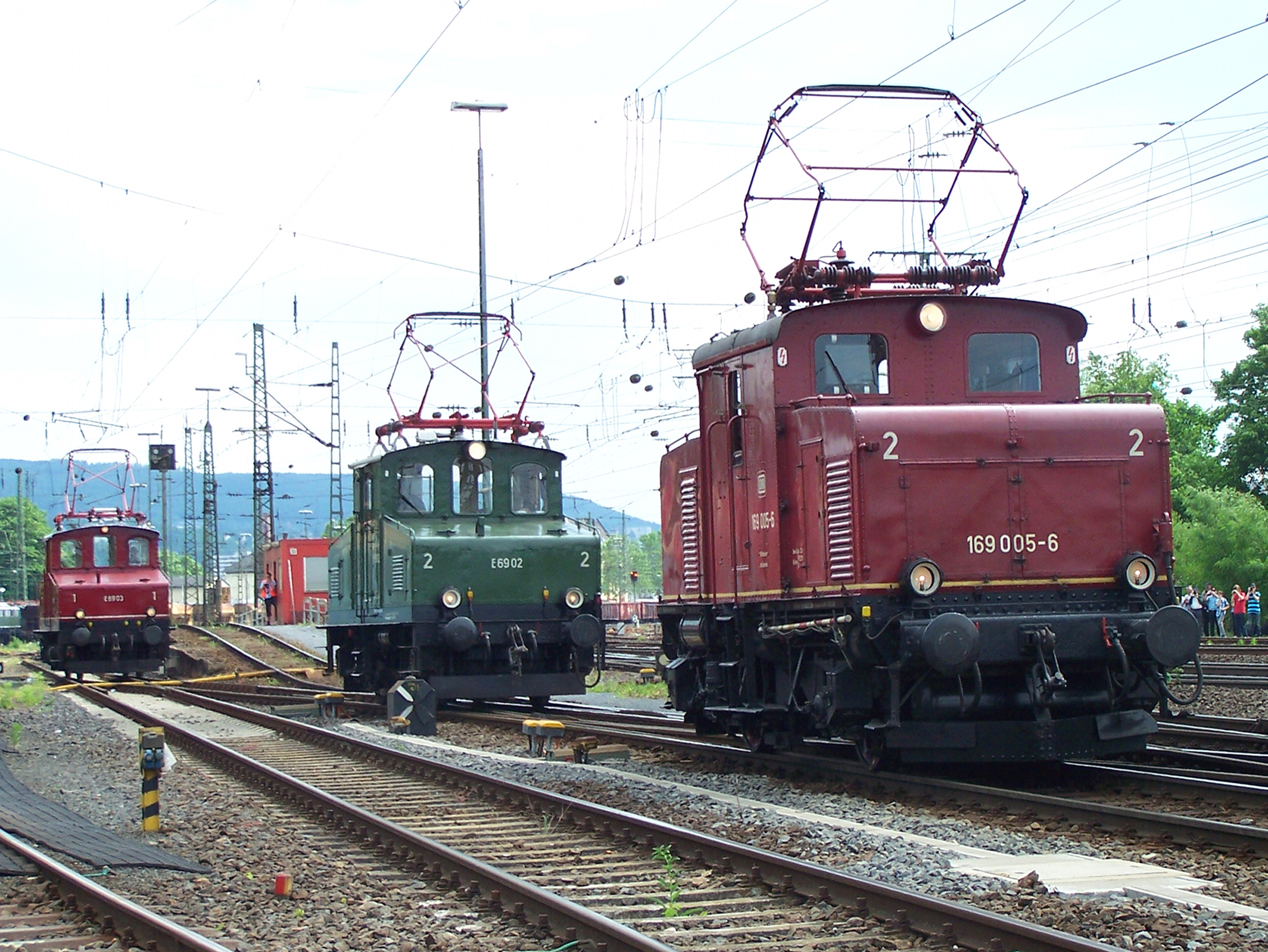
E 69 03, E 69 02 a E 69 05 během akce muzea DB v Koblenz-Lützel, červen 2012

LAG 1 až 5 bylo označení pěti navzájem podobných normálněrozchodných dvounápravových elektrických lokomotiv společnosti Lokalbahn Aktien-Gesellschaft (LAG). Po zestátnění LAG dne 1. srpna 1938 je Deutsche Reichsbahn (DR) přeznačila na řadu E 69 01–05.
Všechny lokomotivy byly zpočátku nasazeny na trati Murnau–Oberammergau (Ammergaubahn), která byla od roku 1904 elektrizována.